# Nootka Island
Nootka Island ist eine Insel an der Westküste von Vancouver Island, in British Columbia (Westkanada), mit einer Fläche von 510 km² und einem Umfang von 187 km. Sie wird durch den Nootka Sound von Vancouver Island getrennt.
Der Name der Insel stammt vom indigenen Volk der Nuu-chah-nulth (Nootka) auf Vancouver Island ab.
Wer die Insel als erster Europäer entdeckte, ist nicht sicher. Sowohl James Cook wie auch schon vor ihm Juan José Pérez Hernández besegelten die Küsten der Gegend. Der britische Seefahrer John Meares gilt als möglicher erster Europäer, welcher die Insel 1788 betrat. 